# The SpongeBob Movie: Sponge on the Run (soundtrack)
The SpongeBob Movie: Sponge on the Run is de originele soundtrack van de gelijknamige film uit 2020, geregisseerd door Tim Hill. De soundtrack bevat twee albums.
Het eerste album: The SpongeBob Movie: Sponge On The Run (Original Motion Picture Soundtrack) werd uitgebracht op 5 maart 2021 door Nickelodeon Records, Interscope Records en NEON16 met liedjes van verschillende artiesten waaronder: Tainy, J Balvin, Swae Lee, Tyga, Becky G, Weezer, Snoop Dogg, Monsta X, Kenny G en The Flaming Lips.
Het tweede album: The SpongeBob Movie: Sponge On The Run (Music from the Motion Picture)  werd uitgebracht op 9 april 2021 door Paramount Music en bevat de originele filmmuziek, gecomponeerd door Hans Zimmer en Steve Mazzaro.

## The SpongeBob Movie: Sponge On The Run (Original Motion Picture Soundtrack)
De soundtrack van diverse artiesten werd uitgebracht op 5 maart 2021, een dag na de Amerikaanse première van de film. Het nummer "Secret to the Formula" is geschreven door Cyndi Lauper, Rob Hyman en Tim Hill en geproduceerd door Steve Mazzaro.

### Tracklijst
| Nr. | Titel                               | Artiest(en)                    | Duur |
| --- | ----------------------------------- | ------------------------------ | ---- |
| 1.  | Agua                                | Tainy & J Balvin               | 2:39 |
| 2.  | Krabby Step                         | Swae Lee, Tyga & Lil Mosey     | 3:18 |
| 3.  | F is For Friends                    | Trevor Daniel, Becky G & Tainy | 2:51 |
| 4.  | It's Always Summer in Bikini Bottom | Weezer                         | 3:11 |
| 5.  | How We Do                           | Snoop Dogg & Monsta X          | 2:16 |
| 6.  | Gary's Song                         | Kenny G                        | 3:20 |
| 7.  | Secret to the Formula               | Cast                           | 1:53 |
| 8.  | Snail: I'm Avail                    | The Flaming Lips               | 3:18 |
| 9.  | Agua (film version)                 | Tainy & J Balvin               | 2:28 |

## The SpongeBob Movie: Sponge On The Run (Music from the Motion Picture)
De soundtrack met de filmmuziek van Hans Zimmer en Steve Mazzaro werd uitgebracht op 9 april 2021 door Paramount Music, gevolgd door een cd-release op 27 april 2021 via La-La Land Records. Het nummer "El Diablo" is geschreven door Tim Hill en Steve Mazzaro en uitgevoerd door Tim Hill.

### Tracklijst
| Nr. | Titel                      | Duur |
| --- | -------------------------- | ---- |
| 1.  | Bikini Bottom              | 2:08 |
| 2.  | Opening Time               | 0:48 |
| 3.  | A Diabolical Plan          | 1:08 |
| 4.  | The Royal Poseidon         | 1:50 |
| 5.  | Roadtrip                   | 0:36 |
| 6.  | Goner Gulch                | 1:32 |
| 7.  | El Diablo                  | 2:25 |
| 8.  | The Secret Formula Is Mine | 1:20 |
| 9.  | After Them!                | 2:44 |
| 10. | Friends Like These         | 1:35 |
| 11. | Gary's Missing             | 2:03 |
| 12. | His Name Is Fred           | 0:43 |
| 13. | You've Got One Now         | 1:40 |
| 14. | The Campy Award            | 1:42 |
| 15. | Sandy's Arrival            | 0:44 |
| 16. | Where Is He?               | 1:05 |
| 17. | Storming the Last City     | 0:39 |
| 18. | The Secret to the Formula  | 1:29 |
| 19. | To the Patty Mobile        | 1:16 |
| 20. | The Defense                | 2:26 |

## Personeel
- Pedro Eustache – Fluit en etnische houtblazers
- Tina Guo – Cello
- Hans Zimmer – Synth-programmering